# Geweld tegen hulpverleners tijdens de jaarwisseling in Nederland
Geweld tegen hulpverleners tijdens de jaarwisseling in Nederland is een terugkerend probleem. Onder hulpverleners wordt verstaan: personeel van ambulances (ambulanceverpleegkundigen en ambulancechauffeurs), de brandweer (brandweerlieden) en de politie (reguliere agenten en oproerpolitie). Zij worden tijdens de viering van oud en nieuw extra vaak gewelddadig aangevallen door burgers. Meestal wordt hierbij gebruik gemaakt van vuurwerk en vaak is alcohol in het spel.
De problematiek rondom geweld tegen hulpverleners is onderdeel van de bredere problematiek rondom vuurwerk en wordt algemeen gezien als een grote maatschappelijke schande. Desondanks blijkt deze moeilijk op te lossen omdat dit een beperking van het vrij afsteken van vuurwerk en/of vrij drinken van alcohol door burgers tijdens de jaarwisseling zou inhouden, terwijl deze twee vrijheden door een aanzienlijk deel van de bevolking als belangrijke verworvenheden worden beschouwd. Een belangrijk argument tegen strengere maatregelen is dat de geweldsplegers tegen hulpverleners slechts een kleine minderheid van alle feestvierders zou betreffen en dat zij het niet zouden mogen 'verpesten voor de rest'.
Het fenomeen is een speciale vorm van agressie tegen werknemers in Nederland, waarbinnen hulpverleners gelden als "werknemers met een publieke taak".

## Oorzaken
De jaarwisseling van 31 december tot en met 1 januari is het grootste jaarlijkse openbare feest van Nederland. Omdat daarbij gebruik gemaakt mag worden van vuurwerk door consumenten zonder speciale training of vergunning op vrijwel alle openbare plekken (tenzij anders aangegeven, namelijk in zogenaamde vuurwerkvrije zones), gebeuren er jaarlijks zo'n 11.000 vuurwerk-gerelateerde incidenten die leiden tot verwondingen (soms zelfs doden) bij mensen en huisdieren, materiële schade aan gebouwen en voertuigen zoals auto's en grootschalige verstoringen van de openbare orde. Daarom worden er tijdens oud en nieuw extra hulpdiensten ingezet om gewonden te verplegen, branden te blussen of anderszins de openbare orde te herstellen.
Het blijkt dat vuurwerk door sommige burgers wordt ingezet als wapen om hulpverleners mee uit te dagen of moedwillig te verwonden. In sommige gevallen worden hulpverleners echter ook fysiek aangevallen met vuisten en voeten of met andere voorwerpen, soms zelfs voertuigen. De motieven hiervoor lijken voornamelijk te zijn de psychologische spanning die het provoceren van de autoriteiten opwekt bij sommige individuen. Dit motief neemt sterk toe onder invloed van alcohol, dat tijdens de jaarwisseling in hoge mate wordt geconsumeerd door feestvierders. Er zijn tijdens Nederlandse jaarwisselingen ook buitenproportioneel veel ziekenhuisopnames wegens alcoholvergiftiging.

## Statistieken
Geweld tegen hulpverleners tijdens de Nederlandse jaarwisseling is vooral gericht tegen politiepersoneel. Andere hulpdiensten zoals ambulancemedewerkers en brandweerlieden hebben hier minder last van, maar er is waarschijnlijk sprake van onderrapportage, met name bij de laatste groep, omdat het 'cultuurelement van ‘niet zeuren’ en ‘tegen een stootje kunnen’ een rol speelt.'
| Geweld tegen                                   | 2012/13 | 2013/14 | 2014/15 | 2015/16 | 2016/17 | 2017/18 | 2018/19 |
| ---------------------------------------------- | ------- | ------- | ------- | ------- | ------- | ------- | ------- |
| Politiepersoneel                               | 134     | 138     | 79      | 71      | 50~63   | 9~27    | 59      |
| Overige hulpverleners (ambulance en brandweer) | 31      | 16      | 2       | 7       | 15      | 18      | 2       |
| Totaal aantal incidenten                       | 165     | 154     | 81      | 78      | 78~119  | 27      | 61      |

Tijdens de jaarwisseling van 2024 op 2025 was er volgens de politie wederom sprake van "een nacht vol geweld en vernieling" op veel plaatsen in Nederland. 295 politiemensen kregen geweld en agressie over zich heen, 32 meer dan jaarwisseling 2023/24. 49 overige hulpverleners waaronder ambulancemedewerkers en met name brandweerlieden werden slachtoffer van geweld en agressie, 17 meer dan in 2023/24. Tijdens bluswerkzaamheden van verschillende branden werd de brandweer geconfronteerd met vuurwerk en agressie, waarop de ME ze moest beschermen om hun werk te kunnen doen.

## Maatregelen
Er is binnen de overheid en in het maatschappelijk debat voortdurend discussie, met name vlak vóór en na de jaarwisseling, over hoe geweld tegen hulpverleners dient te worden verminderd. Daarbij valt het op dat geweld tegen hulpverleners vrijwel unaniem als probleem wordt erkend, maar dat er geen eensgezindheid is over de ertegen te nemen maatregelen.
- Het inzetten van extra hulpverlenend personeel
- Strengere repressie van geweldsplegers: snelrecht voor geweldplegers, waaronder vuurwerkvandalen. Hogere straffen, werpen van vuurwerk naar mensen erkennen als poging tot doodslag.[12] Meldplicht voor geweldsplegers.[13]
- Beperking beschikbaarheid en afsteekmogelijkheden van vuurwerk[14]
- Beperking beschikbaarheid van alcohol

Tijdens een persconferentie op 11 januari 2019 liet premier Mark Rutte zich over geweldsplegers tegen hulpverleners ontvallen dat hij "ze het liefst allemaal persoonlijk in elkaar zou slaan, de lui die dat doen. Maar dat gaat niet." Deze uitspraak veroorzaakte ophef bij de brandweer en met name de politie; de politievakbond ACP reageerde dat de premier 'stoere taal' bezigde, maar naliet om daadwerkelijk effectieve maatregelen te nemen die politiemensen al zo lang van de regering eisen, waaronder het verbieden van vuurpijlen en knalvuurwerk zoals geadviseerd door de Onderzoeksraad voor Veiligheid.